# Ахмед бин Али (стадион)
«Ахмед бин Али» (араб. ملعب أحمد بن علي‎) также известный как стадион Эр-Райян — многофункциональный стадион в Эр-Райяне, домашний стадион футбольного клуба «Эр-Райян» и «Аль-Харитият».

## Реконструкция
Один из девяти стадионов, который был реконструирован для чемпионата мира 2022 года, который прошёл в Катаре. Предыдущий стадион был снесён в 2015 году для постройки стадиона Эр-Райян. Строительство нового стадиона началось в апреле 2016 года. Проектированием занималась индийская компания-конгломерат Larsen & Toubro. Планировалось увеличение вместимости до 44 740 человек.
Открытие стадиона состоялось 18 декабря 2020 года, за два года до финального матча чемпионата мира 2022 года. Стадион принимал Клубный чемпионат мира по футболу 2020 и Кубок арабских наций в 2021 году.

## Чемпионат мира по футболу 2022
На стадионе «Ахмед Бин Али» прошло 7 матчей чемпионата мира по футболу 2022 года: 3 матча в группе B, 2 матча в группе F, 1 матч в группе E, матч 1/8 финала между победителем группы C (Аргентина) и второй командой группы D (Австралия):
| # | Дата      | Соперник 1 | Результат | Соперник 2 | Турнир         |
| - | --------- | ---------- | --------- | ---------- | -------------- |
| 1 | 21 ноября | США        | 1:1       | Уэльс      | Групповой этап |
| 2 | 23 ноября | Бельгия    | 1:0       | Канада     | Групповой этап |
| 3 | 25 ноября | Уэльс      | 0:2       | Иран       | Групповой этап |
| 4 | 27 ноября | Япония     | 0:1       | Коста-Рика | Групповой этап |
| 5 | 29 ноября | Уэльс      | 0:3       | Англия     | Групповой этап |
| 6 | 1 декабря | Хорватия   | 0:0       | Бельгия    | Групповой этап |
| 7 | 3 декабря | Аргентина  | 2:1       | Австралия  | 1/8 финала     |